# Prato-di-Giovellina
Prato-di-Giovellina (korziško U Pratu di Ghjuvellina) je naselje in občina v francoskem departmaju Haute-Corse regije - otoka Korzika. Leta 2007 je naselje imelo 53 prebivalcev.

## Geografija
Kraj leži v severno-osrednjem delu otoka Korzike ob robu naravnega regijskega parka Korzike, 59 km jugozahodno od središča Bastie.

## Uprava
Občina Prato-di-Giovellina skupaj s sosednjimi občinami Albertacce, Calacuccia, Casamaccioli, Castiglione, Castirla, Corscia, Lozzi, Omessa, Piedigriggio, Popolasca in Soveria sestavlja kanton Niolu-Omessa s sedežem v Calacuccii. Kanton je sestavni del okrožja Corte.

## Zanimivosti
- ostanki srednjeveške utrdbe Castellu di Serravalle.